# Compañía de teatro

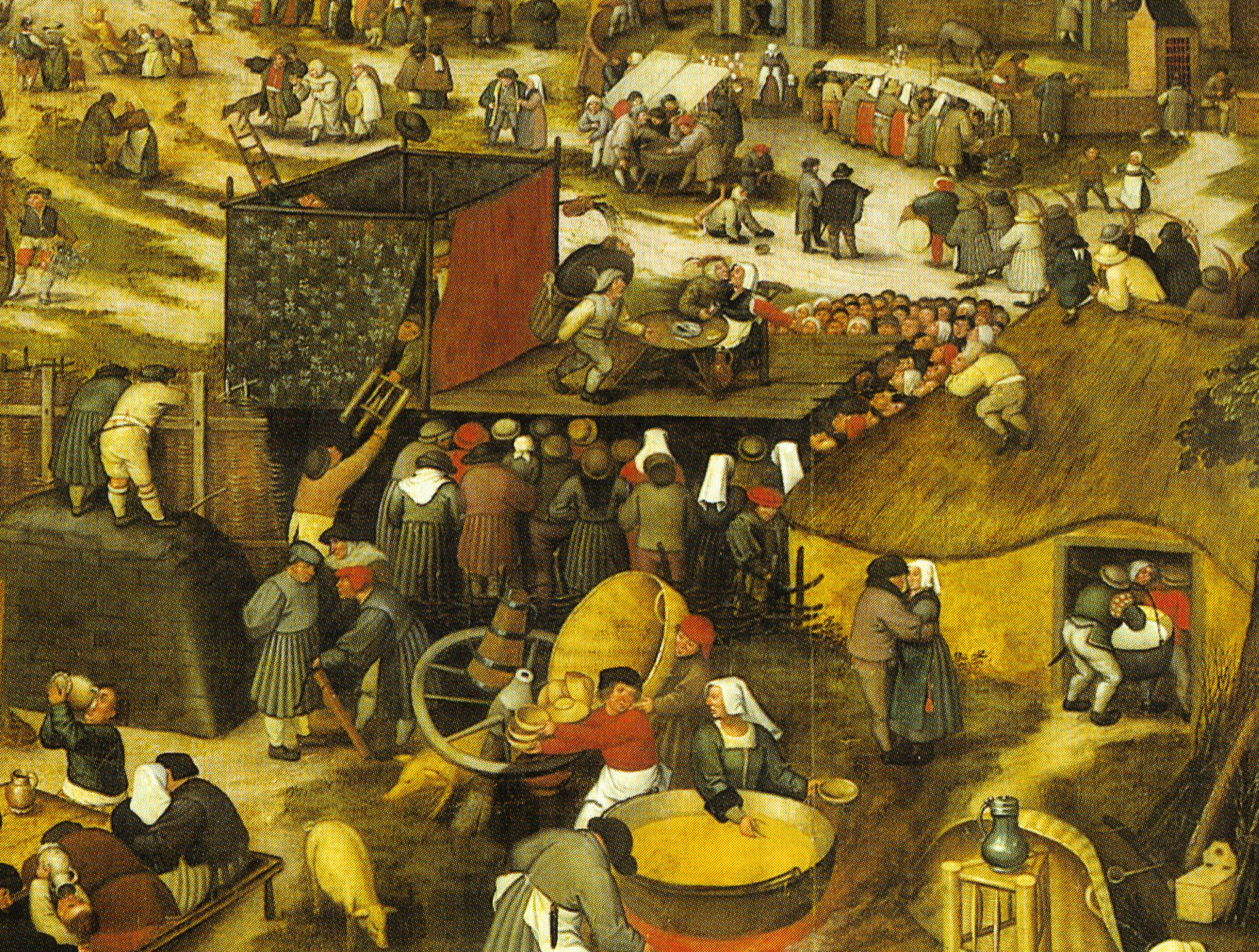
Compañía de teatro en plena función; detalle del cuadro de Pieter Brueghel el Joven, titulado Teatro de feria (hacia 1600).

Una compañía de teatro o compañía teatral es una agrupación de actores y técnicos que representan obras teatrales.

## Tipos
- Compañía estable, es decir establecida en un teatro concreto, como por ejemplo la del Camarín del Carmen, en Bogotá, Colombia.
- Compañía fija, aquella que durante un periodo de tiempo tiene programado un mismo repertorio teatral. Una variante es la denominada compañía de repertorio.
- Compañía nacional, que está subvencionada por el Estado en todos sus aspectos (económico, administrativo y artístico). Existe así mismo la compañía concertada que funciona con acuerdos económicos con diversas administraciones, sean municipales, autonómicas, estatales, etc.
- Compañía de aficionados, integrada por actores no profesionales.
- Compañía de teatro escolar es aquella compañía profesional cuya principal actividad es la de adaptar obras para institutos o escuelas,[1] o bien aquella integrada por estudiantes menores de edad y habitualmente dirigida por un profesor.[2]
- Compañía de teatro universitario, integrada por universitarios y personas ligadas a la universidad[3] como profesores, investigadores y doctorandos. Por ejemplo, la agrupación liderada por Federico García Lorca tenía por nombre compañía de teatro universitario itinerante La Barraca.[4]
- Compañía ambulante, no estable, que basa su economía e idiosincrasia en el hecho de estar continuamente de gira. Tiene su precedente en los cómicos trashumantes y  agrupaciones de teatro itinerante, como las compañías de conformes (escala superior a de la legua).[5]
- Compañía real, también llamada compañía de título. En España, se llamó así a las agrupaciones de cómicos formadas en el siglo XVII, autorizadas por el Consejo de Castilla; inicialmente eran solo seis, pero a partir de 1640 llegaban a la docena las compañías que, con tales privilegios, hacían sus representaciones en los corrales, tanto de Madrid como de las principales ciudades españolas de la época.
- Compañía de parte, contemporánea de las compañías reales pero sin sus privilegios (de ahí su nombre). José Deleito relata que recorrían de forma nómada pequeñas poblaciones, no solo de la Península sino también de Flandes, los reinos italianos bajo el imperio español, e incluso se embarcaban para las Américas. Deleito da noticia de unas cuarenta compañías con cerca de mil representantes.[6]
- Compañía de verso o de declamación, como su nombre indica especializada en piezas versificadas, recitados, entonación, ademán y otras características del teatro clásico.
- Compañía comercial o compañía profesional; aunque el título puede aplicarse a un gran número de compañías, designa más concretamente a las empresas teatrales que dan prioridad a los montajes de previsible éxito, más allá de los valores artísticos.[7]

## Lacompañíade Rojas Villandrando

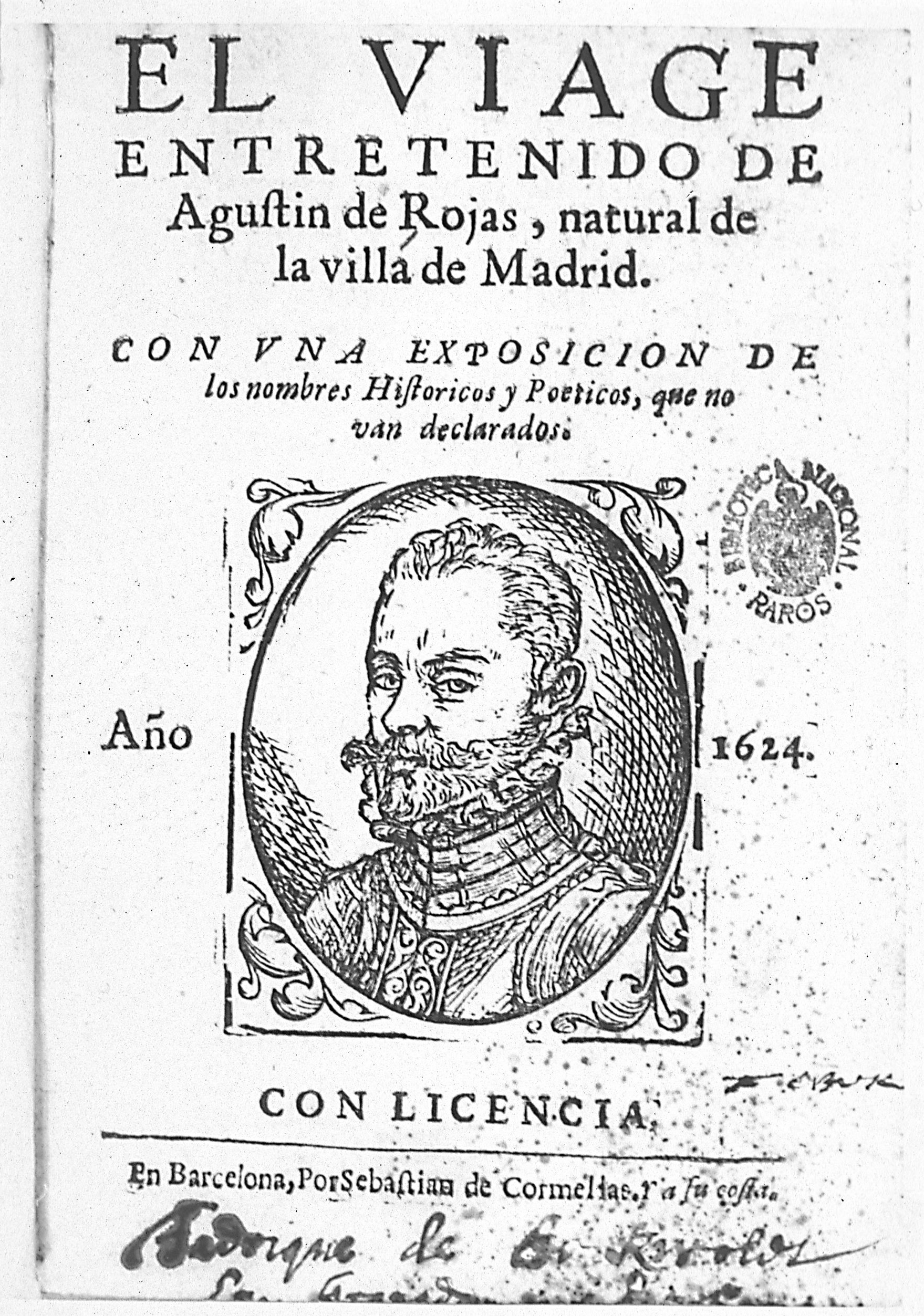
Retrato de Agustín de Rojas Villandrando en la portada de su obra, "El viaje entretenido". Barcelona, 1624. Biblioteca Nacional de España.

El dramaturgo y cómico Agustín de Rojas Villandrando, en su obra El viaje entretenido (1603, 1611 y 1624), enumera hasta ocho tipos de compañías de teatro ambulante de la época: bululú, ñaque, gangarilla, cambaleo, garnacha, bojiganga, farándula y, finalmente,la compañía, a la que en su amena prosa dialogada describe así:

"En las compañías hay todo género de gusarapas y baratijas: entrevan cualquiera costura, saben de mucha cortesía; hay gente muy discreta, hombres muy estimados, personas bien nacidas y aun mujeres muy honradas (que donde hay mucho, es fuerza que haya de todo), traen cincuenta comedias, trescientas arrobas de hato, diez y seis personas que representan, treinta que comen, uno que cobra y Dios sabe el que hurta. Unos piden mulas, otros coches, otros literas, otros palafrenes, y ningunos hay que se contenten con carros, porque dicen que tienen malos estómagos. Sobre esto suele haber muchos disgustos. Son sus trabajos excesivos, por ser los estudios tantos, los ensayos tan continuos y los gustos tan diversos, aunque de esto Ríos y Ramírez saben harto, y así es mejor dejarlo en silencio, que a fe que pudiera decir mucho."
Agustín de Rojas Villandrando, El viaje entretenido, Libro I, 1603

Por su parte, Narciso Díaz de Escovar y Francisco de Paula Lasso de la Vega, en su erudita monografía, informan que "las compañías eran dirigidas por un autor (que cobraba catorce mil reales además de su parte, si había representación); había también primera y segunda damas para el género serio, una sobresaliente para sustituir a la antedicha primera, dos terceras (que eran primeras para lo jocoso o para el canto), dos cuartas, y algunas más para puestos secundarios; de varones: dos graciosos (primero y segundo), dos barbas (primero y segundo), un vejete para los ancianos ridículos, varios galanes de ínfima categoría, tres apuntadores y un traspunte; además de un compositor de música y un guardarropa, mitad sastre mitad guardián".

## Organización
Históricamente el reparto de papeles entre los miembros de las compañías tradicionales solía realizarse con criterios fijados según la importancia del actor, estableciéndose distintos roles que se adecuaban a la mayor parte de las obras teatrales (primer galán, primera dama, villano, gracioso, característico, actor secundario, figurantes) etc.
Entre los profesionales que pertenecen a una compañía de teatro, pero que no aparecen en escena (trabajando entre bambalinas) hay diversas categorías, según el grado de especialización del trabajo que tenga la compañía, desde un director hasta los tramoyistas. El director de escena y el asistente de dirección tienen funciones artísticas, como el coreógrafo, el musicalizador, el encargado del vestuario (sea simple guardarropa o sofisticado diseñador de vestuario, asistido por costureras y asistentes de vestuario y atrezzo); además de la división técnica: técnico de sonido, de iluminación o de otros efectos especiales. Un campo a mitad de camino entre lo artístico y lo técnico lo ocupa el escenógrafo (asistido por los constructores de escenografía). Tareas más burocráticas son realizadas por el productor, el productor ejecutivo y los asistentes de producción. Muchas de esas funciones sólo son necesarias en las producciones con fines lucrativos.

## En el cine
Son relativamente numerosas las películas en cuya trama se describe la actividad de compañías teatrales, hasta tal punto que forman un cierto subgénero; cronológicamente, pueden mencionarse:
- Cantinflas en el teatro (1937), de Arcady Boytler;
- El hotel de los líos, (1938), de William A. Seiter (ciclo Hermanos Marx);
- Les enfants du paradis (1945), de Marcel Carné
- Cómicos (1954) y Varietés (1971), ambas de Juan Antonio Bardem;
- El viaje de los comediantes (1975), de Theo Angelopoulos
- La corte de Faraón, (1985) de José Luis García Sánchez;
- El viaje a ninguna parte (1986), de Fernando Fernán Gómez;
- Playboys (1992), de Gillies Mackinnon;
- Cómicos en apuros (1995), de Patrice Leconte;
- El dedo en la llaga (1996), de Alberto Lecchi;
- Shakespeare in Love (1998), de John Philip Madden;